# Джуба
Джу́ба (англ. Juba) — столиця та найбільше місто Республіки Південного Судану, адміністративний центр найменшої південно-суданської провінції Центральна Екваторія та однойменного округу.

## Географія
Місто розташоване на березі річки Білий Ніл.

## Історія
У XIX столітті в околицях сучасної Джуби розташовувались торговельний пост і місія під назвою «Гондокоро». Це був найпівденніший форпост турецького гарнізону, який допомагав невеликій кількості солдатів, більшість з яких хворіли на малярію та гемоглобінурійну гарячку, які були поширені в цьому регіоні. Гондокоро був також базою для англійського дослідника Семюеля Бейкера під час його експедиції по території, яка зараз належить Південному Судану та північній Уганді в 1863—1865 та в 1871—1873 роках.

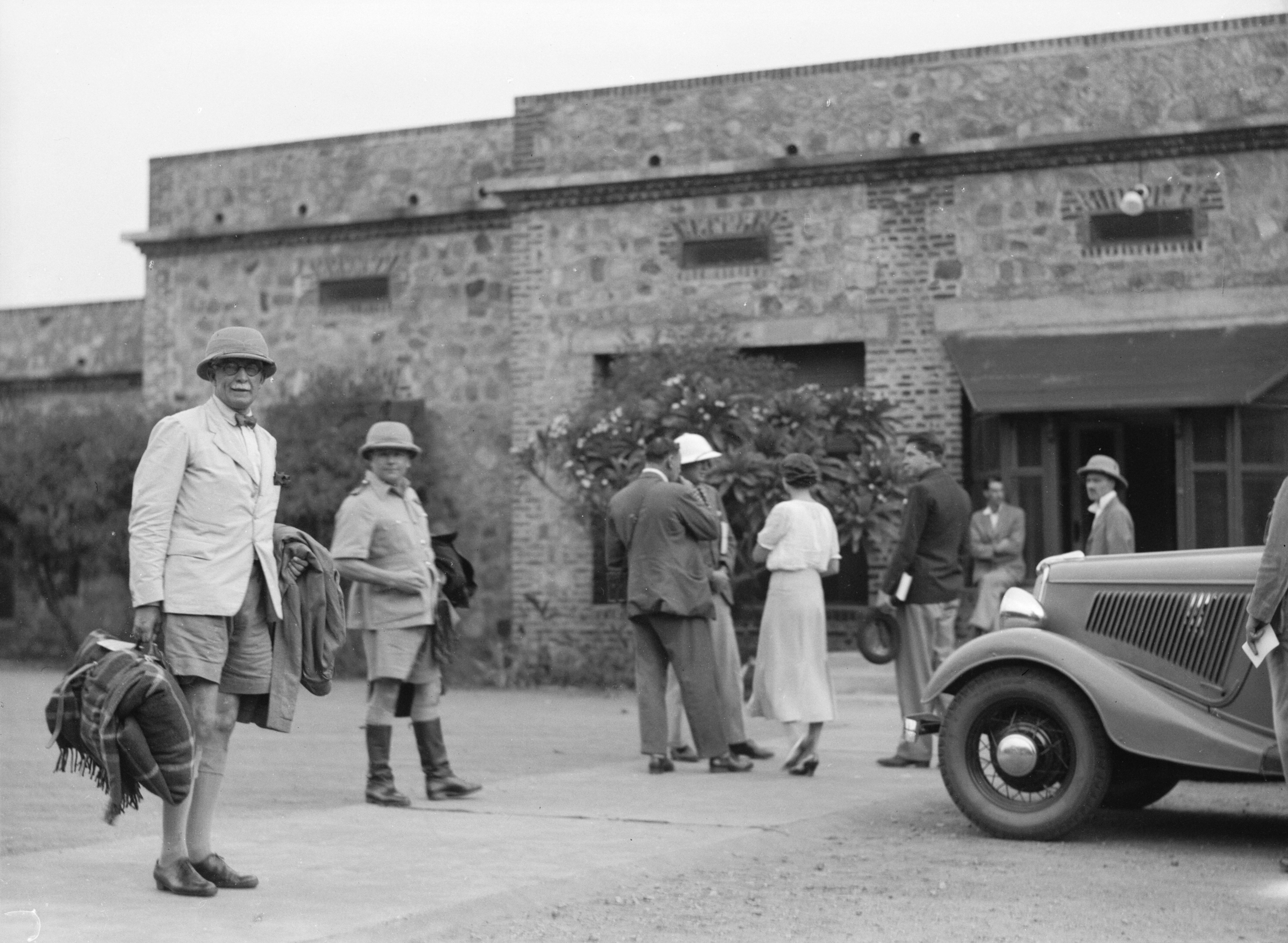
Готель «Джуба» (1936 рік)

У 1922 році невелика кількість грецьких торгівців приїхала на ці території та заснувала Джубу на західному березі Білого Нілу. Греки, які мали чудові відносини з корінним племенем Джуба (Барі), почали будівництво у районі, який тепер є діловою частиною міста. Будинки, які нині відомі як Комерційний банк Буффало, Комерційний банк Нілу, готель «Парадіз», норвезьке консульство та інші, були збудовані греками. Тепер можна знайти лише невелику кількість споруд, зведених греками: більшість із них була знищена в 1940-х роках.
З 1899 по 1956 рік Джуба була в складі Англо-Єгипетського Судану, яким спільно керували Велика Британія та Єгипет. Британські надії об'єднати південну частину Судану з Угандою були розбиті в 1947 році після угоди, підписаної в Джубі на Джубській конференції, згідно з якою було об'єднано північний та південний Судан.
У 1955 році з повстання південносуданських солдатів у місті Торіт почалася Перша громадянська війна в Судані, яка тривала до 1972 року. Під час Другої громадянської війни (1983—2005 роки) Джуба мала стратегічне розташування й була місцем великих бойових дій.
У 2005 році Джуба стала тимчасовим центром і столицею Автономного уряду Південного Судану, незважаючи на пропозицію до підписання мирної угоди зробити тимчасовою столицею місто Румбек. З настанням миру ООН збільшило своє представництво в Джубі. До того часу керівництво більшістю операцій у Південному Судані відбувалося з Кенії. Під керівництвом Управління з координації гуманітарних питань ООН було створено табір («УКГП-табір»), який став основою для багатьох управлінь ООН та різноманітних неурядових організацій.
9 липня 2011 року Джуба стала найновішою столицею світу, коли було проголошено про незалежність Південного Судану.

## Клімат
У Джубі тропічний вологий та сухий клімат (за Кеппеном Aw). Так як місто знаходиться біля екватора, високі температури тримаються цілий рік. З листопада по березень стоїть суха спекотна погода (слабкий дощ та температури до 38 °C). З квітня по травень у місяць випадає понад 100 мм опадів на місяць. Загальнорічна кількість опадів близько 954 мм.
| Клімат Джуба(1971–2000)                    | Клімат Джуба(1971–2000) | Клімат Джуба(1971–2000) | Клімат Джуба(1971–2000) | Клімат Джуба(1971–2000) | Клімат Джуба(1971–2000) | Клімат Джуба(1971–2000) | Клімат Джуба(1971–2000) | Клімат Джуба(1971–2000) | Клімат Джуба(1971–2000) | Клімат Джуба(1971–2000) | Клімат Джуба(1971–2000) | Клімат Джуба(1971–2000) | Клімат Джуба(1971–2000) |
| Показник                                   | Січ.                    | Лют.                    | Бер.                    | Квіт.                   | Трав.                   | Черв.                   | Лип.                    | Серп.                   | Вер.                    | Жовт.                   | Лист.                   | Груд.                   | Рік                     |
| Середній максимум, °C                      | 36,8                    | 37,9                    | 37,7                    | 35,4                    | 33,5                    | 32,4                    | 31,1                    | 31,6                    | 33,1                    | 34,0                    | 34,7                    | 35,9                    | 34,5                    |
| Середній мінімум, °C                       | 20,1                    | 21,7                    | 23,6                    | 23,4                    | 22,6                    | 21,9                    | 21,1                    | 21,0                    | 21,1                    | 21,3                    | 20,9                    | 20,0                    | 21,6                    |
| Норма опадів, мм                           | 5.1                     | 11.0                    | 36.7                    | 111.5                   | 129.9                   | 117.8                   | 144.7                   | 127.5                   | 103.7                   | 114.5                   | 43.1                    | 8.2                     | 953.7                   |
| ------------------------------------------ | ----------------------- | ----------------------- | ----------------------- | ----------------------- | ----------------------- | ----------------------- | ----------------------- | ----------------------- | ----------------------- | ----------------------- | ----------------------- | ----------------------- | ----------------------- |
| Джерело: World Meteorological Organisation |                         |                         |                         |                         |                         |                         |                         |                         |                         |                         |                         |                         |                         |

## Населення

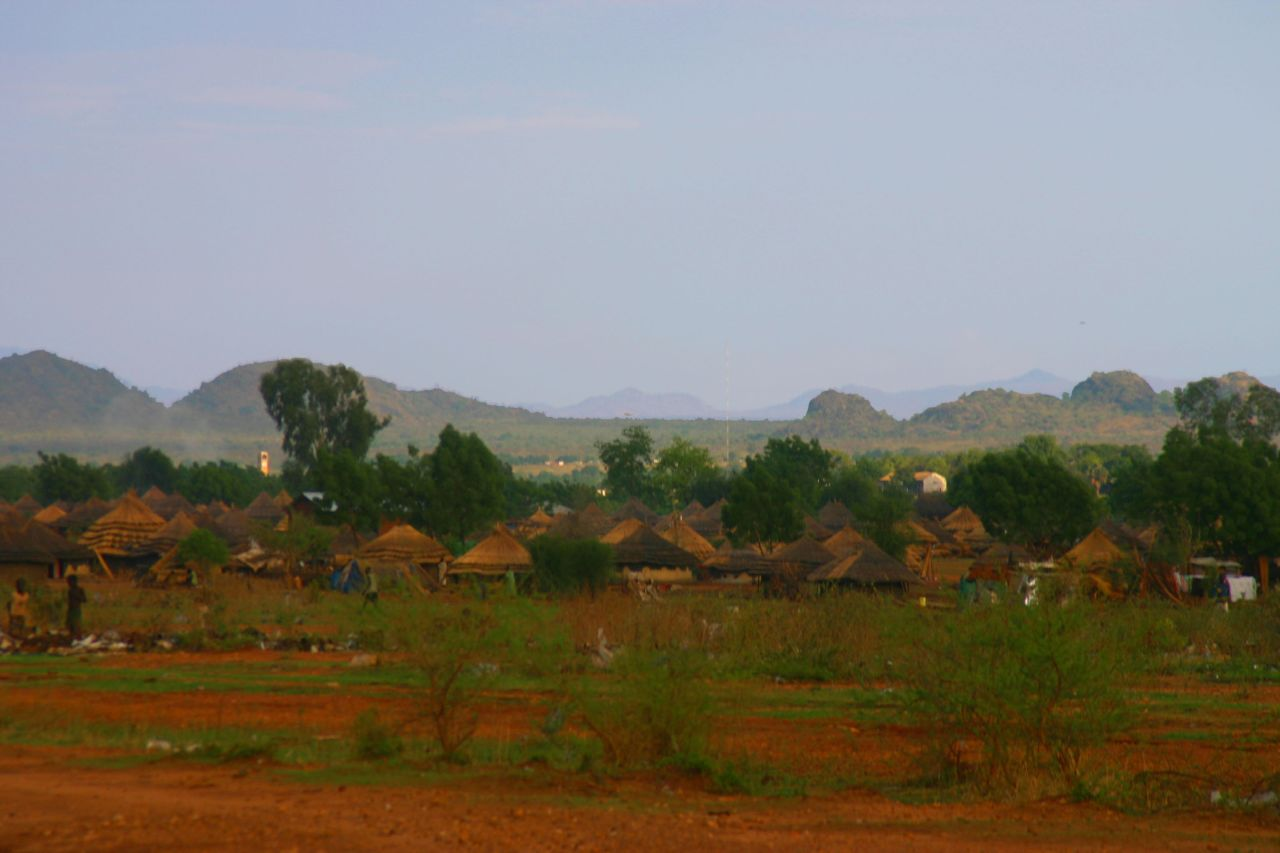
Стандартні будинки в Джубі

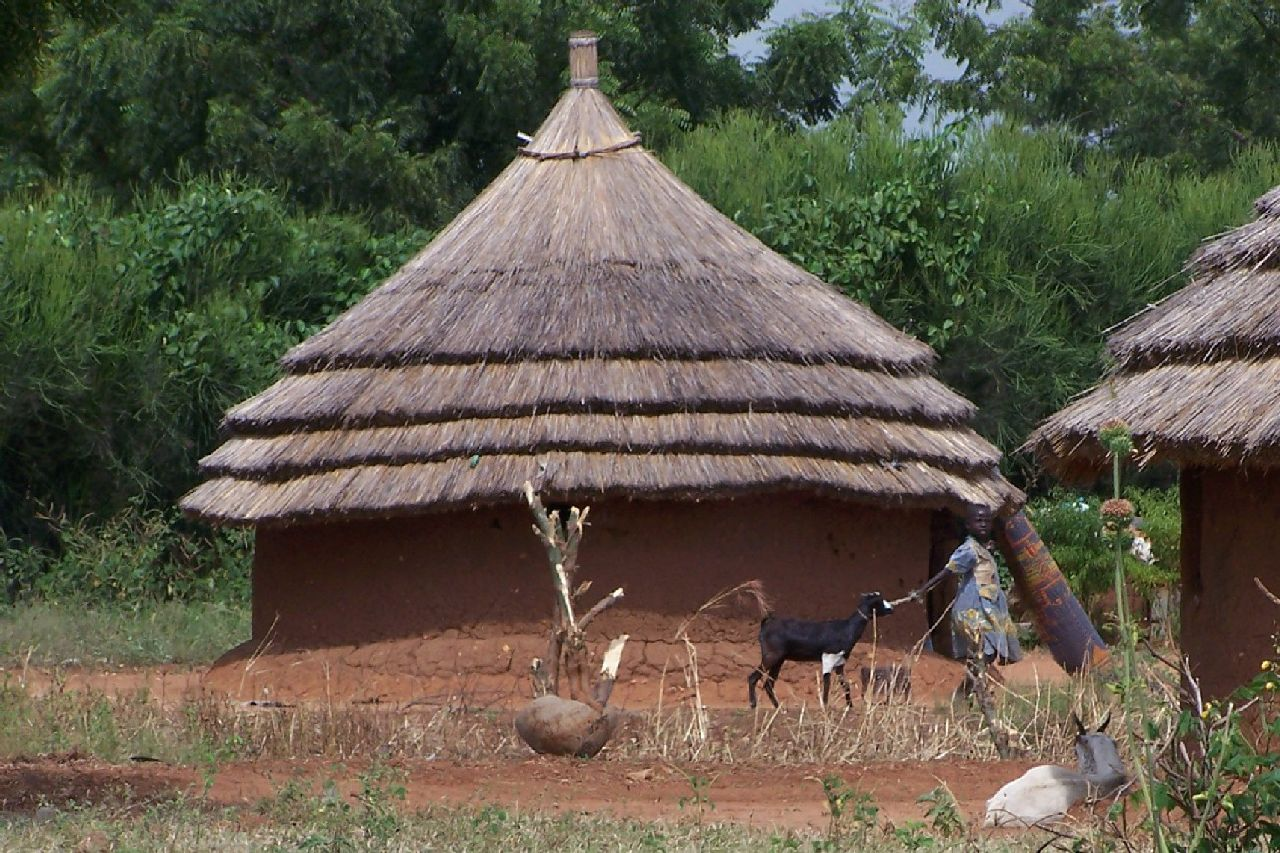
Хатина в Джубі

У 2005 році населення Джуби становило 163 442 людини. На підставі аерофотозйомки за оцінками гуманітарних місій у Джубі населення в 2006 році становило приблизно 250 000 осіб. Згідно з 5-м переписом населення та житлового фонду Судану, який відбувся у квітні-травні 2008 року, населення округу Джуба становило 372 413 (переважна частина населення округу мешкає у місті Джуба), але результати перепису не були визнані урядом Південного Судану. Джуба є одним з найбільш швидкозростаючих міст у світі за рахунок нафтодоларів та китайців, які приїжджають працювати до міста.
Динаміка зростання населення міста:
| Рік            | Населення |
| -------------- | --------- |
| 1973 (перепис) | 56 737    |
| 1983 (перепис) | 83 787    |
| 1993 (перепис) | 114 980   |
| 2005 (оцінка)  | 163 442   |
| 2006 (оцінка)  | 250 000   |
| 2010 (оцінка)  | 244 493   |
| 2011 (оцінка)  | 372 413   |
| 2012 (оцінка)  | 350 000   |
| 2014 (оцінка)  | 492 970   |
| 2017 (оцінка)  | 525 953   |

## Економіка
Станом на жовтень 2010 року в місті знаходилися представництва кількох міжнародних компаній. У місті розташовано центральний офіс дочірнього банку групи Комерційного банку Кенії, місцеві банки Комерційний банк Буффало, Комерційний банк Нілу, Банк «Івори». Equity Bank Group та інші банки мають філії в Джубі. У місті знаходиться офіс найбільшої страхової компанії Уганди.

## Освіта
У місті діють два університети:
- Університет Джуби
- Католицький університет Судану

## Транспорт

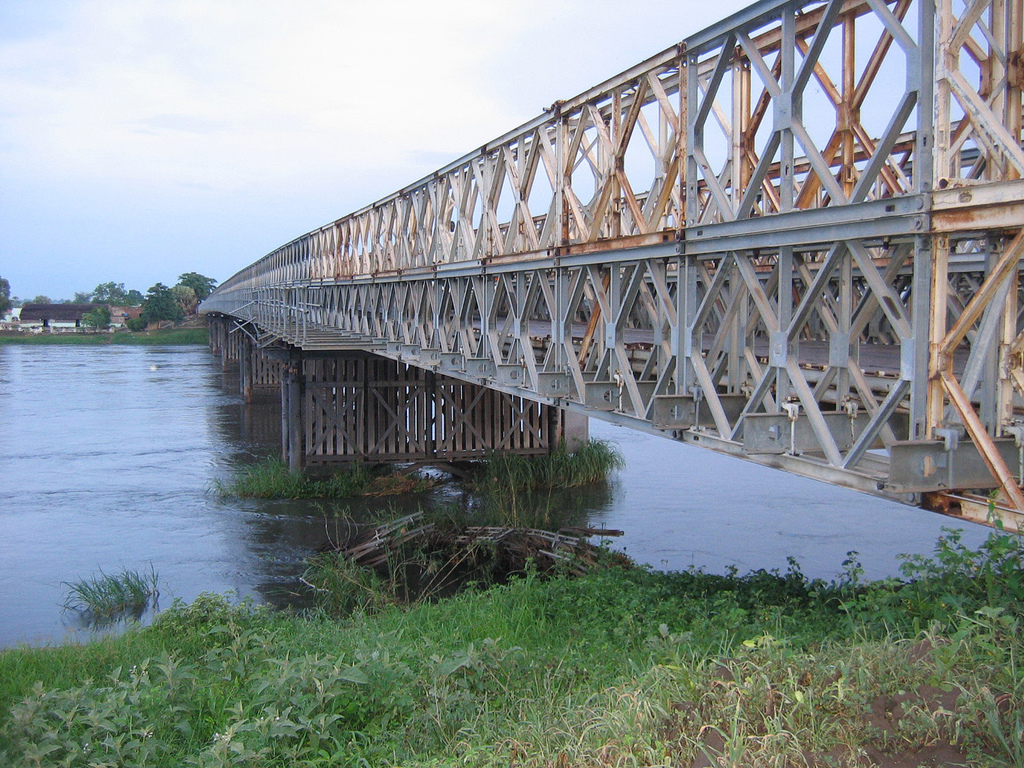
Міст через річку Білий Ніл у районі Джуби (Траса A43)

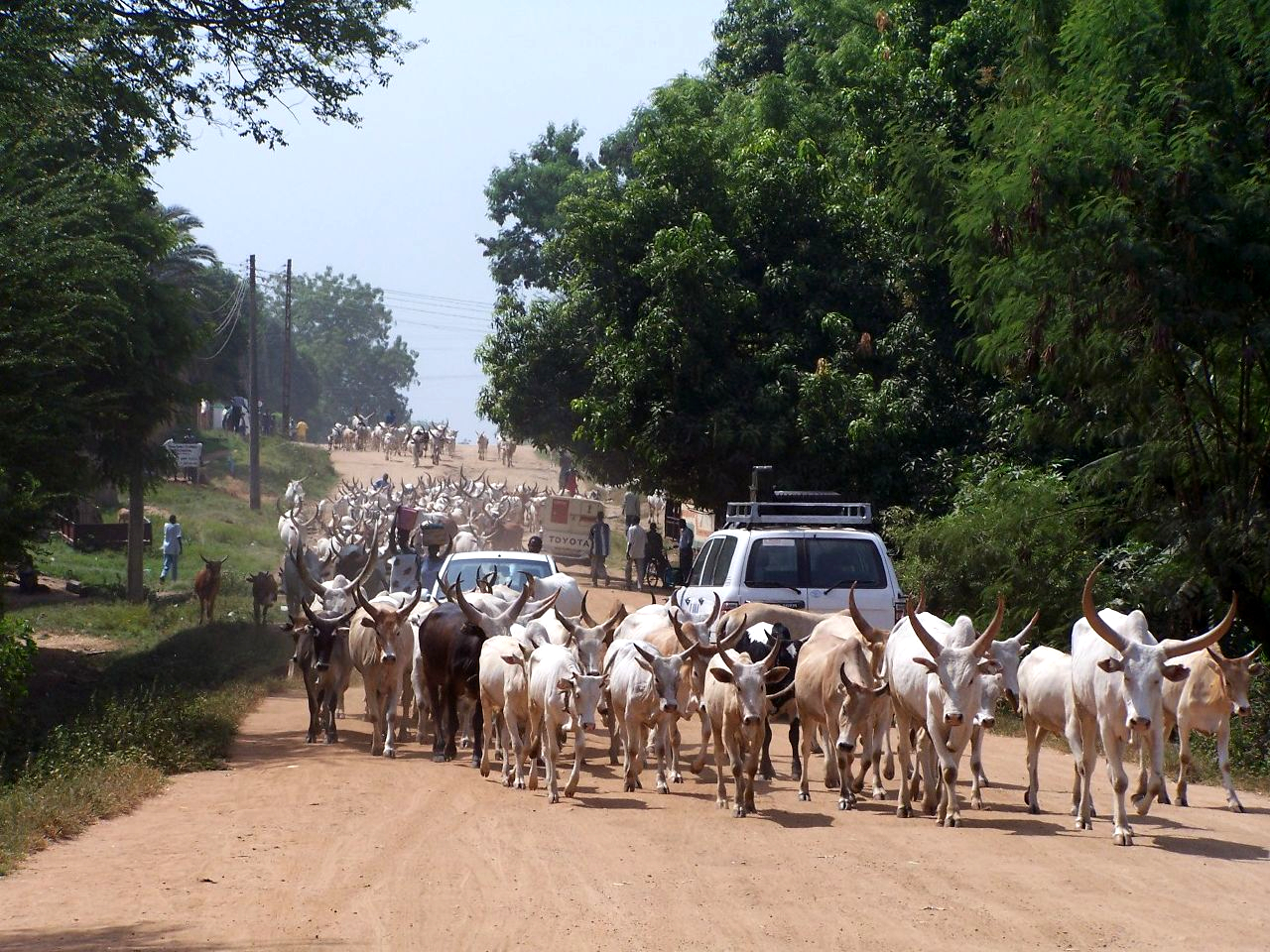
Худоба на вулиці Джуби

До війни Джуба була транспортним центром, який пов'язував дорогами Кенію, Уганду та Демократичну республіку Конго. Після війни Джубу тепер важко назвати великим транспортним вузлом.

### Річковий
У місті є порт на річці Білий Ніл. По суті це останній порт на берегах Нілу. Цю частину Білого Нілу вірніше називати Бахр аль Джабаль. Сьогодні порт в більшій мірі не використовується, бо після війни не поновив свої потужності.

### Автомобільний
Після війни більшість доріг була знищена. Сьогодні ООН та Уряд Південного Судану намагається відновити дороги. Але очікується, що відновлення займе багато років. У 2003 році Швейцарський фонд по розмінуванню почав розчищати від мін дороги, які ведуть з Джуби до Уганди та Кенії. Очікувалося, що дороги будуть відновлені протягом 2006-2008 років. Але у зв'язку з тим, що роботи можуть вестися лише в обмежений час (бо з березня по жовтень у Південному Судані триває сезон дощів) плани не були втілені у життя.
Відновлення доріг є надважливою справою, бо у майбутньому сприятиме поверненню біженців до рідних міст.
Першою почали відновлювати дорогу до Уганди, бо саме туди під час війни втекла значна кількість біженців. Станом на 2009 рік були готові три дороги з твердим покриттям, одна з яких у той же рік була затоплена. Головна з них бетонна дорога збудована британцями у 1950-ті роки.

### Залізничний
З 2008 по 2011 рік уряди Уганди та Південного Судану доклали значних зусиль для прокладання залізниці між Джубою та Гулою (Північна Уганда) з можливим продовженням до міста Вау. З цією метою у серпні 2008 року був підписаний меморандум між двома урядами. У меморандумі викладений план розвитку залізничного сполучення між обома країнами.
Останні повідомлення у засобах масової інформації показують, що ця залізнична лінія може піти з Джуби в напрямку Кенії, в обхід Уганди.

### Авіаційний
Станом на квітень 2009 року з міського аеропорту виконується багато рейсів гуманітарної допомоги ООН та неурядових організацій. Крім того, з нього виконуються пасажирські та вантажні рейси.
Наприкінці 2007 року було розпочато будівництво нового терміналу, коли ціни на нафту сягали понад 100$ за барель.
Станом на грудень 2009 року з аеропорту трьома авіакомпаніями виконувалися щоденні рейси до Найробі, одна авіакомпанія виконувала щоденні рейси до Хартума та Ентеббе. Крім того, раз на тиждень відбуваються рейси до Аддис-Абеби.